# آن ماری هیترسون
آن ماری هیترسون (انگلیسی: Ann-Marie Heatherson؛ زادهٔ ۲۷ مارس ۱۹۸۴) بازیکن فوتبال اهل بریتانیا است.
از باشگاه‌هایی که در آن بازی کرده‌است می‌توان به وسترن نیویورک فلش، باشگاه فوتبال زنان چلسی، و باشگاه فوتبال زنان فولام اشاره کرد.